# 중앙로 (울산)
중앙로(Jungang-ro)는 울산광역시 남구 야음동 롯데캐슬삼거리와 신정동 태화로터리를 잇는 울산광역시의 도로이다.

## 주요 경유지
울산광역시
- 남구 (야음장생포동 · 신정동 · 달동)

## 노선
| 이름                       | 접속 노선                                                                 | 소재지     | 소재지 | 소재지       | 비고 |
| -------------------------- | ------------------------------------------------------------------------- | ---------- | ------ | ------------ | ---- |
| 롯데캐슬삼거리             | 신선로                                                                    | 울산광역시 | 남구   | 야음장생포동 |      |
| 수암수협앞 교차로          | 중앙로17번길                                                              | 울산광역시 | 남구   | 야음장생포동 |      |
| 수암 행정복지센터앞 교차로 | 중앙로28번길                                                              | 울산광역시 | 남구   | 야음장생포동 |      |
| 일동미러아파트앞 교차로    |                                                                           | 울산광역시 | 남구   | 야음장생포동 |      |
| 수암초등학교앞 교차로      | 중앙로47번길                                                              | 울산광역시 | 남구   | 야음장생포동 |      |
| 중앙초등학교앞 교차로      | 중앙로63번길 중앙로64번길                                                 | 울산광역시 | 남구   | 신정동       |      |
| 한라아파트앞 교차로        |                                                                           | 울산광역시 | 남구   | 신정동       |      |
| 우남팜퍼스앞 교차로        | 중앙로75번길                                                              | 울산광역시 | 남구   | 신정동       |      |
| 동서석유화학사택 앞교차로  |                                                                           | 울산광역시 | 남구   | 신정동       |      |
| 동서오거리                 | 수암로 대암로                                                             | 울산광역시 | 남구   | 신정동       |      |
| 소정2교                    |                                                                           | 울산광역시 | 남구   | 달동         |      |
| 소정2교                    |                                                                           | 울산광역시 | 남구   | 달동         |      |
| 달동사거리                 | 삼산로                                                                    | 울산광역시 | 남구   | 달동         |      |
| 달동행정복지센터앞 교차로  | 중앙로166번길 중앙로167번길                                               | 울산광역시 | 남구   | 신정동       |      |
| 시청사거리                 | 돋질로                                                                    | 울산광역시 | 남구   | 신정동       |      |
| 시청정문앞 교차로          | 중앙로213번길 중앙로214번길                                               | 울산광역시 | 남구   | 신정동       |      |
| 신정시장사거리             | 웅상대로                                                                  | 울산광역시 | 남구   | 신정동       |      |
| 남부교회입구 교차로        | 팔등로                                                                    | 울산광역시 | 남구   | 신정동       |      |
| 영생약국앞 교차로          | 중앙로290번길 봉월로152번길                                               | 울산광역시 | 남구   | 신정동       |      |
| 태화로터리                 | 국도 제31호선 (봉월로) 남산로 울산광역시도 제50호선(강남로) 신정로203번길 | 울산광역시 | 남구   | 신정동       |      |

## 주요 건물및 시설
- 파리바게뜨 야음롯데점 (울산광역시 남구 야음장생포동 중앙로 2)
- CU 울산수암점 (울산광역시 남구 남구 야음장생포동 중앙로 14)
- 농협 울산축산농협 신선지점 (울산광역시 남구 야음장생포동 중앙로 16)
- 문화파출소 (울산광역시 남구 야음장생포동 중앙로 25)
- GS25 울산수암점 (울산광역시 남구 야음장생포동 중앙로 28)
- 수암동행정복지센터 (울산광역시 남구 야음장생포동 중앙로 32)
- 수암초등학교 (울산광역시 남구 야음장생포동 중앙로 47)
- 롯데하이마트 신정점 (울산광역시 남구 신정동 중앙로 147)
- 미니스톱 울산신정대로점 (울산광역시 남구 신정동 중앙로 161)
- 투썸플레이스 울산시청점 (울산광역시 남구 신정동 중앙로 163)
- SK텔레콤 KB대리점 본점 (울산광역시 남구 신정동 중앙로 167)
- CU 울산시청점 (울산광역시 남구 야음장생포동 중앙로 168)
- 교보생명 울산고객플라자 (울산광역시 남구 신정동 중앙로 169)
- 울산시청 (울산광역시 남구 신정동 중앙로 201)
- 하나은행 울산지점 (울산광역시 남구 신정동 중앙로 202)
- 농협 울산영업부 (울산광역시 남구 신정동 중앙로 206)
- CBS 울산방송 (울산광역시 남구 신정동 중앙로 216)
- 신정동우체국 (울산광역시 남구 신정동 중앙로 219)
- 파리바게뜨 울산시청점 (울산광역시 남구 신정동 중앙로 237)
- 이디야 울산신정시장점 (울산광역시 남구 신정동 중앙로 244)
- IBK기업은행 울산지점 (울산광역시 남구 신정동 중앙로 248)
- KT가람 울산시청점 (울산광역시 남구 신정동 중앙로 251)
- 베스킨라빈스 울산신정점 (울산광역시 남구 신정동 중앙로 268)